# Final Fantasy XV: The Dawn of the Future
Final Fantasy XV: The Dawn of the Future é um romance de fantasia escrito por Emi Nagashima, sob o pseudônimo Jun Eishima, publicado pela Square Enix e baseado no universo e personagens do jogo eletrônico Final Fantasy XV, o décimo quinto título principal da franquia Final Fantasy. Ele foi lançado no Japão em 25 de abril de 2019 e depois na América do Norte em língua inglesa em 23 de junho de 2020 como um dos primeiros títulos da recém formada editora ocidental da Square Enix.
A história acompanha quatro personagens do jogo eletrônico: o protagonista Noctis Lucis Caelum, a principal heroína Lunafreya Nox Fleuret, a coadjuvante Aranea Highwind e o antagonista principal Ardyn Izunia. Os personagens passam por uma série de eventos que alteram seus destinos originais e os colocam em conflito com Bahamut, a principal divindade do mundo. The Dawn of the Future foi elaborado como um final alternativo e também final definitivo para Final Fantasy XV e suas mídias adicionais.
A narrativa do romance tinha sido originalmente concebida como conteúdos para download, porém reestruturações internas fizeram com que apenas a primeira parte fosse finalizada. A equipe mesmo assim queria que a narrativa fosse lançada, assim entregaram seus esboços para Nagashima transforma-los em um romance. The Dawn of the Future teve números de vendas acima do esperado no Japão, enquanto a crítica ocidental teve diferentes opiniões sobre a qualidade dos capítulos e da resolução.

## Sinopse

### Mundo
Final Fantasy XV: The Dawn of the Future se passa em um mundo semelhante à Terra chamado Eos, que é supervisionado por uma espécie divina chamada de Astrais e povoado por humanos. No meio de uma guerra entre o Império de Niflheim e o Reino de Lucis pelo controle do poderoso Cristal mágico, uma doença conhecida como Praga das Estrelas se espalhou por Eos, transformando a vida nativa em Demônios e aumentando a duração das noites. A Oráculo, uma humana que possui o dom de se comunicar com os Astrais, atua como curandeira para segurar o avanço da Pragas das Estrelas. Segundo uma profecia, uma figura chamada de Rei Verdadeiro irá purificar Eos ao unificar o poder dos Astrais e do Cristal ao custo de sua vida.
O romance acompanha quatro personagens a partir de eventos em Final Fantasy XV e seus conteúdos para download. Eles são Noctis Lucis Caelum, o herdeiro do torno de Lucis e o escolhido Rei Verdadeiro; Lunafreya Nox Fleuret, a atual Oráculo e noiva de Noctis em um casamento político; Aranea Highwind, uma mercenária trabalhando para Niflheim; e Ardyn Izunia, também conhecido como Ardyn Lucis Caelum, o Chanceler de Niflheim e o principal antagonista.

### Enredo
A Savior Lost
Ardyn Lucis Caelum é um curandeiro abençoado pelo Cristal para curar a Praga das Estrelas ao absorvê-la em seu corpo, porém sua atitude e desacordos com seu irmão Somnus causam atrito entre os dois. Somnus realiza um golpe de estado em que Aera Mirus Fleuret, o amor de Ardyn, é morta. Este tenta conseguir ajuda com o Cristal, porém é repelido por ter a Praga das Estrelas em seu corpo. Um pedaço de sua alma fica presa no cristal depois de tocá-lo, transformando-o em um imortal. Ardyn é aprisionado por Somnus e fica sofrendo de desilusão por dois milênios até ser libertado pelo pesquisador Verstael Besithia. Ardyn abraça seus poderes, corrompe o Astral Ifrit e gradualmente perde sua sanidade ao absorver as memórias de suas vítimas, tornando-se o chanceler de Niflheim e adotando o sobrenome "Izunia". Ele tenta atacar Insomnia, a capital de Lucis, porém é impedido por Bahamut, que revela que o propósito de Ardyn é servir de sacrifício para que o Rei Verdadeiro Noctis expurgue a Praga das Estrelas. Ardyn se rebela e é torturado e aprisionado novamente, porém jura derrotar tanto Noctis quanto os Astrais. Tempos depois, enquanto espera para enfrentar Noctis de forma derradeira, Lunafreya é quem aparece.
The Beginning of the End
Aranea retorna para Gralea depois de uma missão e reflete sobre como um militarismo cada vez maior está deixando a vida em Niflheim sombria. Aranea descobre que Gralea está sob ataque por Demônios, com Ardyn anunciando o fim de Niflheim. Ela descobre que o imperador Iedolas Aldercapt foi morto e acaba tentando enfrentar Ardyn, porém em vez disso decide salvar o máximo de pessoas em Gralea e na vizinha Tenebrae. Antes disso, o soldado Loqi Tummelt de Niflheim pede para que Aranea proteja uma menina até segurança. Loqi se sacrifica para garantir que ela escape, enquanto a unidade de Aranea consegue derrotar um enorme Demônio. Ela descobre ao chegar em Tenebrae que a menina que deve proteger é Solara Aldercapt Antiquum, a neta secreta de Iedolas. Pelos dez anos seguintes Solara cresce para se tornar uma habilidosa caçadora de Demônios.
Choosing Freedom
Lunafreya, depois de se sacrificar para avançar a jornada de Noctis, é ressuscitada por Bahamut em Niflheim e encontra Solara enquanto foge de Demônios. Lunafreya, a medida que as duas viajam para o bastião humano em Lestallum, demonstra sua habilidade de absorver a Praga das Estrelas, porém isto gradualmente transforma seu corpo. Ela começa a questionar sua missão por meio da visão crítica que Solara tem dos Astrais, revelando que Bahamut certa vez tentou destruir Eos antes de ser impedido pelos outros Astrais. Em seus sonhos Lunafreya encontra com a Astral Shiva, que tenta lhe avisar sobre as verdadeiras intenções de Bahamut. As duas retornam para Lucis e resgatam Aranea de uma tumba, com Lunafreya absorvendo a Praga das Estrelas infectando Aranea. Isto completa sua transformação para uma Demônio, porém Solara impede que ela seja morta e a leva para Lestallum. Em sonho, Shiva conta que Bahamut quer expurgar Eos ao usar toda a escuridão contida no corpo de Lunafreya para usar sua magia mais poderosa, Teraflare. Lunafreya consegue escapar com a ajuda de Solara e Aranea e parte para tentar convencer Ardyn a trabalharem juntos a fim de impedir Bahamut.
The Final Glaive
Noctis, durante seu torpor dentro do Cristal, revive as memórias guardadas ali dentro, incluindo aquelas de Ardyn. Ele emerge do cristal e encontra Solara, que conta sobre o plano de Lunafreya. Esta falha em convencer Ardyn, porém consegue livrar Ifrit da Praga das Estrelas e forja um pacto com ele, porém isto a oprime. Noctis chega e é forçado a lutar contra a forma demoníaca dela, em seguida testemunhando Bahamut carregar Teraflare com a escuridão. Noctis convence Ardyn a realizar o ritual do Rei Verdadeiro em seu lugar e então, com a ajuda de seus amigos, consegue libertar Lunafreya. Ele se une aos outros Astrais para bloquear o impacto de Teraflare e derrotar a forma física de Bahamut. Ardyn se sacrifica realizando o ritual, fazendo o Cristal absorver a Praga das Estrelas antes de se partir e derrotar a forma espiritual de Bahamut. A magia e os Astrais desaparecem de Eos com a morte de Bahamut, porém Shiva consegue curar Lunafreya antes de sumir. O mundo começa a se recuperar e Noctis e Lunafreya se casam.

## Desenvolvimento
The Dawn of the Future foi originalmente concebido como uma tetralogia de conteúdos para download para o jogo eletrônico Final Fantasy XV, com as partes sendo chamadas provisoriamente de Episode Ardyn, Gaiden Episode Aranea, Episode Lunafreya e Episode Noctis. A desenvolvedora e publicadora Square Enix, depois do sucesso dos três conteúdos para download originais em 2017, autorizou The Dawn of the Future como um fechamento para o universo do jogo e a fim de amarrar pontas soldas da narrativa e da mitologia. A tetralogia iria expandir a narrativa base e oferecer uma nova história em que os personagens iriam desafiar seus destinos pré-determinados para criarem um futuro ideal. O desenvolvimento seria feito pelo estúdio interno Luminous Productions, que assumiu em 2018 a produção dos conteúdos pós-lançamento.
O tema principal dos conteúdos para download era "grande final" com o objetivo de proporcionar um final feliz para os personagens. O tom sombrio de Episode Ardyn tinha a intenção de contrastar com os tons mais leves dos três episódios seguintes. O rascunho geral das histórias foi finalizado em março de 2018 por Toru Osanai, o diretor narrativo dos conteúdos para download. Cada episódio seria escrito por roteiristas diferentes. Episode Ardyn e Gaiden Episode Aranea estavam sendo escritos por Koichiro Ito, que tinha antes trabalhado em P.T.; Episode Lunafreya estava sendo escrito por Osanai com Tomoyoshi Nagai e Yuichiro Takeda, este último veterano da série Xenoblade Chronicles e que também estava escrevendo Episode Noctis. Partes da narrativa utilizaram conceitos que tinham sido cortados no desenvolvimento de Final Fantasy XV.
Nesse momento, Hajime Tabata, o diretor de Final Fantasy XV, estava perdendo o interesse no projeto e queria seguir "seu próprio caminho" sem criar inconveniências. Ele decidiu deixar a Square Enix e formar seu próprio estúdio independente. A empresa e o diretor cortaram laços de forma amigável, porém foi tomada a decisão de cancelar o apoio pós-lançamento ao jogo. Na época, Episode Ardyn estava quase completo, o roteiro de Gaiden Episode Aranea estava finalizado, a narrativa de Episode Lunafreya estava quase pronta e Episode Noctis estava nos estágios iniciais. Houve dúvidas se Episode Ardyn seria lançado e discussões se o público deveria ser informado do ocorrido. Foi decidido finalizar o conteúdo para download e anunciar publicamente o cancelamento dos outros três. Episode Ardyn foi lançado em março de 2019.
A Square Enix procurou modos alternativos para lançar sua narrativa planejada. Foi decidido transformar o conteúdo descartado em um romance, escrito para fãs do jogo como um modo de proporcionar um fim para o projeto e universo. O livro foi escrito por Emi Nagashima sob seu pseudônimo Jun Eishima, que já tinha escrito livros para Final Fantasy XIII e Nier: Automata, a partir de materiais entregues pela equipe de desenvolvimento. Osanai entregou seu esboço original para que Nagashima pudesse trabalhar. Houve sentimentos conflitantes na equipe sobre transformar os conteúdos para download em um romance, incluindo da própria Nagashima. Osanai ficou preocupado que a narrativa seria destruída pela mudança de formato, porém depois achou que a escritora conseguiu transformar as histórias em um bom romance. O romance adapta Episode Ardyn e acompanha a história original do jogo até Ardyn escolher rejeitar seu destino; isto foi feito para que os fãs recebessem um novo final.

## Publicação
The Dawn of the Future foi lançado no Japão em 25 de abril de 2019, tanto como livro avulso quanto parte de uma "Caixa de Celebração", que também incluía um livro de artes, cartões postais, um porta-copos temático e uma cópia em Blu-ray de Episode Ardyn Prologue, uma animação original sobre o passado de Ardyn. As vendas do livro foram maiores que o esperado e rapidamente consumiram todo o estoque preparado pela Square Enix, levando a pedidos de desculpa e um reabastecimento rápido.
A versão em inglês teve a tradução realizada por Stephen Kohler. Ela inclui cinquenta artes, incluindo ilustrações e artes conceituais. A data de lançamento na América do Norte originalmente seria 23 de junho de 2020 por meio da Square Enix Books & Manga, um selo de publicação que a Square Enix criou em parceria com a Penguin Random House. Problemas causados pela pandemia de COVID-19 adiaram o lançamento físico para 14 de julho, porém a versão digital lançou na data original.

### Recepção
James Beckett da Anime News Network criticou os primeiros capítulos pela escrita de muitas cenas de batalha, porém elogiou as narrativas de Lunafreya e Noctis como superiores ao jogo e considerou um bom encerramento para eles, mesmo com muitos elementos de enredo estando presentes para uma resolução confortável no último capítulo. A Anime UK elogiou os personagens, especialmente Ardyn e Aranea, porém criticou os eventos alternativos por deixarem buracos na narrativa original. Peter Triezenberg da RPGFan gostou de ler os eventos da perspectiva de Noctis e elogiou a personalidade de Aranea, mas achou inferiores os capítulos de Ardyn e Lunafreya, criticando esta última devido a sua caracterização inconsistente no universo de Final Fantasy XV como um todo. Tanto a Anime UK quanto Triezenberg criticaram as mudanças temáticas comparadas ao conteúdo de Final Fantasy XV, levantando comparações entre os temas de sacrifício do jogo e de desafio ao destino em Fabula Nova Crystallis Final Fantasy.